# لسلی اسمیت
لسلی اسمیت (به انگلیسی: Leslie Smith) بازیکن فوتبال زادهٔ ۱۳ مارس ۱۹۱۸ اهل کشور انگلستان بود که سابقهٔ بازی در تیم ملی فوتبال انگلستان را در کارنامهٔ خود دارد. وی در تاریخ ۲۴ مه ۱۹۳۹ تنها بازی ملی خود را در مقابل تیم ملی فوتبال رومانی انجام داد.